# Ulrich Möckel
Ulrich Möckel (* 1964) ist ein deutscher Heimatforscher. 

## Leben
Sein Forschungsschwerpunkt ist die jüngere Geschichte des böhmischen Westerzgebirges. Seit 2004 gibt er im Eigenverlag mehrere im Laserdruck hergestellte Hefte im DIN-A4-Format zu etlichen Orten auf dem böhmischen Erzgebirgskamm, wie zum Beispiel Bärringen, Breitenbach, Frühbuß, Sauersack, Hirschenstand, Neuhaus, Kupferberg, Seifen, Trinksaifen und Hochofen heraus. Ferner hält er zahlreiche Vorträge in der Region, verfasst und verteilt die regelmäßig erscheinende Publikation Der Grenzgänger. Informationen aus dem böhmischen Erzgebirge. Er lebt in Tannenberg (Sachsen).
Möckel ist studierter Forstingenieur.